# 品質、成本、交付
品質、成本、及交付（Quality, Cost, and Delivery，常簡寫為 QCD）在精簡生產方式（lean manufacturing）中用以衡量商業活動並用以計算關鍵績效指標（Key Performance Indicators, KPI）。QCD 的分析通常可以持續的改進商業活動的運作。
QCD 在很多不同類型的產業中都可適用，例如供應鏈產業、或是工程產業。QCD 在專案管理領域中也常被拿來作為評估專案進展與決策的參考之一。

## 分析 QCD 的好處
QCD 提供了一個很直覺的方法來衡量並評估簡易與複雜的商業程序中，哪一種較為合適。它也提供了一個商業的比較基準。當品質、成本、及交付時程的其中之一必須改變時，藉由 QCD 的分析可以有助於決策者做出決策。此外，在日常的商業運作當中，定期且事實的藉由 QCD 的分析，也可追蹤這三個要素是否均衡的被兼顧，解此可確保商業運作的順利。

## QCD 於專案管理上的應用
QCD 有時也應用在專案管理上，不過一般而言，在專案管理上較常專注於專案範疇、成本、及時間（Scope, Cost, Time）。這三個變數為專案管理過程當中的三個重要變數，並且彼此相互牽連。
專案的範疇：在專案開始進行時便應已明確的定義，而會被拿來衡量的是品質。一般而言，當投注相當的時間及成本於專案的進行時，相對的會有一定的品質產出，然而，當時間及成本受限時，品質也許就會被犧牲。
專案的成本：成本雖然在專案開始前會大致估算，然而，隨著專案的進行，相當多的變異都會影響額外成本的資出，諸如難度的低估、需要更多的人力或時間等。當專案進度落後，而交期又不可延展，並且品質也不可妥協時，通常會考慮增加生產力以加速進度，增加的生產力對應的就是成本的增加。
專案的時間：時間反應到專案最後的交付，當專案的工作被細部分解以排定各項工作所需時間後，專案便會依照擬定的進度進行。然而，彼此相互牽連的工作，意味著前期工作進度的落後將會影響最終是否可以準時交付成品。時間一般而言不算是一種成本，因為真正的成本是實際多少資源的投入，因此時間也許是可以妥協的，當客戶希望所交付的成品必須維持一定品質，並且也不願意增加經費以加快生產速度，而專案團隊也無法藉由自行吸收成本增加生產力，這時便可能針對可否延遲交期來進行討論。
由此可見，事實上專案管理三角形中的主要變數：範疇、成本、及時間，與精簡生產方式所談的：品質、成本、及交付相當，也都是兩兩相依，相互影響。
能善用品質、成本、及交付，或是範疇、成本、及時間這兩兩相依的三個要素，便可改進管理的成效，確保生產的一貫品質及預期的交付。

## 外部連結
- Applying QCD to Supply Chain（页面存档备份，存于）
- Manufacturing KPIs: OEE
- QCD in the Auto-Industry

## 附註/參考資料
1. ↑  精簡生產方式由豐田生產方式衍生而來。